# Фомин, Аким Евгеньевич
Аки́м Евге́ньевич (Феофа́нович) Фоми́н (1914, Балта, Российская империя — 1976, Одесса, Украинская ССР, СССР) — советский футболист и тренер, одна из ключевых фигур становления одесского футбола в послевоенное время.

## Биография
Родился весной 1914 года в городе Балта. До Революции семья переехала в Одессу. Аким был вынужден сменить имя и отчество на Ким Евгеньевич Фомин, в связи с давлением со стороны Советской власти. Настоящие имя и отчество — Аким Феофанович.
Семья жила на улице Земской 22, как раз рядом с «сердцем» Одесского футбола 20х годов — Куликовым Полем. На этой огромной футбольной арене, было несколько полей и неисчислимое количество площадок. Там выросло несколько поколений спортсменов, оставивших определенный след в одесском футболе. Ребята с Канатной и прилегающих к ней улиц учились играть на этих пустырях. Именно здесь молодой Аким Феофанович получил билет в футбольную жизнь.

## Тренер

### 1963
После феноменального сезона 1962 года сменил на посту старшего тренера СКА уехавшего в Днепропетровск, вместе с руководившим «Черноморцем» Анатолием Зубрицким, Матвея Черкасского. К нему в помощники назначили Владимира Шемелева. Фомин успел на страницах газет провозгласить: «Наша цель — стать чемпионами республики», но вскоре на его место был назначен майор Виктор Фёдоров, а Аким Феофанович, в свою очередь, отправился руководить уже знакомым ему коллективом из Желтых Вод, но на этот раз в «Авангарде» он числился на должности старшего тренера.

## Клубная карьера
| Клуб             | Сезон            | Чемпионат | Чемпионат | Кубок | Кубок | Еврокубки | Еврокубки | Всего | Всего |
| Клуб             | Сезон            | Матчи     | Голы      | Матчи | Голы  | Матчи     | Голы      | Матчи | Голы  |
| ---------------- | ---------------- | --------- | --------- | ----- | ----- | --------- | --------- | ----- | ----- |
| Трактор          | 1937             | 8         | 3         | 2     | 0     | -         | -         | 10    | 3     |
| Всего за Трактор | Всего за Трактор | 8         | 3         | 2     | 0     | 0         | 0         | 10    | 3     |

## Достижения в качестве тренера
Пищевик (Одесса)
- Чемпион УССР: 1949

СКА (Одесса)
- Чемпион УССР (2 зона): 1962